# Our Flag Means Death
Our Flag Means Death é uma série televisiva de comédia romântica histórica criada por David Jenkins. Estreou no serviço de streaming HBO Max em 3 de Março de 2022.

## Sinopse
A série é vagamente baseada na vida de Stede Bonnet. Em 1717, o Capitão Bonnet é um aristocrata de família inglesa nascido em Barbados que abandona sua família e vida confortável para se tornar um pirata durante a Era de Ouro da Pirataria, apesar de não haver nenhuma aptidão para o trabalho. Viajando abordo de seu navio, o Revenge, o Capitão Bonnet e sua tripulação disfuncional lutam para sobreviver contra ameaças como a marinha britânica e outros piratas sedentos de sangue.

## Elenco

### Principal
- Rhys Darby como Stede Bonnet, capitão do Revenge e autoproclamado "Pirata Cavalheiro."
- Taika Waititi como Edward "Ed" Teach / Barba-Negra, o lendário capitão pirata.
- Kristian Nairn como John Feeney, tripulante do Revenge obcecado com fogo.
- Nathan Foad como Lucius, um escrivão no Revenge encarregado de registrar todas as aventuras do bando.
- Samson Kayo como Oluwande, membro sensato do Revenge que simpatiza com Stede e tenta mantê-lo longe do perigo.
- Rory Kinnear como Nigel Badminton, capitão da marinha britânica que aterrorizava Stede quando os dois eram crianças. Kinnear também interpreta o irmão gêmeo de Nigel, Chauncey Badminton.
- Con O'Neill como Izzy Hands, cruel imediato de Barba-Negra.
- Vico Ortiz como Bonifacia "Jim" Jimenez, lutador talentoso com uma recompensa sob sua cabeça por matar um dos maridos de Jackie. Com a ajuda de Oluwande, se junta à tripulação do Revenge em disfarce.
- Ewen Bremner como Buttons, um pirata com mais experiência no Revenge a quem Stede pede conselhos.
- David Fane como Fang, parte da tripulação de Barba-Negra
- Joel Fry como Frenchie, membro do Revenge que costuma a cantar sobre as aventuras do grupo.
- Guz Khan como Ivan, parte da tripulação de Barba-Negra
- Matthew Maher como Black Pete, um pirata irritável do Revenge que diz ter sido parte da tripulação de Barba-Negra

### Recorrente
- Nat Faxon como O Sueco, tripulante do Revenge.
- Samba Schutte como Roach, o cozinheiro do Revenge
- Leslie Jones como Spanish Jackie, uma poderosa e temida pirata com 19 maridos.
- Fred Armisen como Geraldo, um barman na República dos Piratas e um dos maridos de Jackie.
- Claudia O'Doherty como Mary Bonnet, esposa de Stede
- Boris McGiver como Bonnet Pai, o pai emocionalmente abusivo de Stede
- Kristen Schaal como Antoinette
- Nick Kroll como Gabriel
- Will Arnett como Calico Jack, velho amigo de Barba Negra